# Jean-Baptiste Louvet (cyclisme)
Pour les articles homonymes, voir Louvet.
Jean Baptiste Ignace Arthur Louvet (né à Bertry le 1er février 1879 et mort à Saint-Laurent-sur-Mer le 16 avril 1953) est un coureur cycliste français et fondateur, en 1903, d'une entreprise de construction de bicyclettes à Puteaux qui équipe et sponsorise des coureurs, puis une équipe qui participe au Tour de France à partir de 1922, entreprise rachetée en 1937 par Dilecta. 

## Palmarès

### Championnats du monde
- Paris 1900
  - 2e du championnat du monde de tandem (non officiel) avec Edmond Jacquelin

### Championnats de France
- 1902
  - 3e de la vitesse

### Autre
- Courses professionnelles des Jeux olympiques de Paris 1900[2]
  - 3e du 2 000 mètres tandem (avec Edmond Jacquelin)